# Chronologie de la place des femmes dans les sciences en France
La chronologie de la place des femmes dans le monde scientifique en France à partir du XIXe siècle s'établit de la manière suivante.

## XIXesiècle
- 1811 — Sophie Germain, qui se fait passer pour un homme pour défendre ses travaux en mathématiques, est autorisée à assister aux séances de l’Académie des sciences, sans avoir le droit de participer[1].
- 1863 — Emma Chenu devient la première bachelière ès sciences en France, deux ans après le diplôme ès lettres de Julie-Victoire Daubié. Pour la première fois, une femme s'inscrit à l'université de Lyon[2].
- 1866 —  Victor Duruy autorise les femmes à assister au cours des universités[2].
- 1868 — Les femmes sont autorisées à étudier la médecine ; à la rentrée scolaire 1868-1869, elles sont quatre inscrites à la Faculté de médecine de Paris : Elizabeth Garrett Anderson, Madeleine Brès, Catherine Gontcharoff et Mary Corinna Putnam. À la même époque, Emma Chenu devient la première femme licenciée ès sciences[1],[2].
- 1869, 1874, 1879 ou 1898 (date incertaine[3]) — Première pharmacienne.
- 1870 — Elizabeth Garrett est la première femme docteur de la Faculté de médecine de Paris[2]
- 1880  — Loi Camille Sée ouvrant l'enseignement secondaire des jeunes filles, dont les sciences (mais pas les matières nobles telles que le latin ou le grec)[4]
- 1875 — Madeleine Brès est la première femme française à soutenir une thèse de médecine[4],[1]
- 1883 — Premières agrégées de lettres et de sciences.
- 1885 — Liouba Bortniker: première agrégée de mathématiques.
- 1886 — L'Américaine Augusta Klumpke (1859-1927) est la première femme à être reçue au concours de l'interne des hôpitaux de Paris.
- 1888 — Louise-Amélie Leblois : première femme docteur ès sciences[2].
- 1892 — La Russe Marie Wilbouchewitch (1864-1941) est la première femme à terminer l'internat des hôpitaux de Paris.
- 1897 — Henriette Mazot (1874-1972), première interne en pharmacie.
- 1897 — Marie Kapsevitch (1855-1917), première diplômée vétérinaire.

## XXesiècle
- 1903 — Marie Skłodowska-Curie (1867-1934) est la première femme à recevoir le Prix Nobel (Physique). Elle deviendra également en 1911 la première femme à recevoir un second Prix Nobel (Chimie) et l'une des deux seules personnes à l'avoir reçu dans plus d'une discipline[4]; Première femme à réussir le concours d'internat des asiles psychiatriques : Madeleine Pelletier.
- 1906 — Après la mort accidentelle de Pierre Curie, Marie le remplace à son poste de professeur à la Sorbonne en tant que chargée de cours et devient ainsi la première femme à ce poste.
- 1907 — Création de la première école d'infirmières à l'Hôpital de la Salpêtrière ; première agrégée de sciences naturelles[Qui ?].
- 1908 — Première femme titulaire d'une chaire à la Sorbonne, Marie Curie est nommée professeur titulaire dans sa chaire de physique générale puis physique générale et radioactivité.
- 1912 — Edmée Chandon (1885-1944) fut en France la première femme nommée astronome professionnelle.
- 1917 — Sébastienne Guyot est l'une des sept femmes faisant partie de la première promotion de l'Ecole centrale de Paris qui les accepte.
- 1919 — Yvonne Pouzin, première femme médecin des hôpitaux[1]
- 1922 — Première femme élue à l'Académie de médecine : Marie Curie.
- 1923 — Première femme agrégée de médecine.
- 1924 — Les programmes de l'enseignement secondaires deviennent identiques pour les filles et les garçons. Création de l'école polytechnique féminine par Marie-Louise Paris[4].
- 1928 — Léonie Villard (1878-1970), première femme titulaire d'une chaire  de littérature dans une université française (université de Lyon).
- 1929 — Lucie Randoin (1885-1960), directrice du laboratoire de physiologie à l'Institut national de la recherche agronomique, est la première femme à enseigner à la faculté de médecine de Paris.
- 1930 — Interne des hôpitaux de Paris de 1922 à 1926, Thérèse Bertrand-Fontaine (1895-1987) est devenue en 1930 la 1re femme à être Médecin des hôpitaux de Paris[1].
- 1932 —  Marthe Condat  se voit confier, après 9 années d'attente, la chaire de thérapeutique, c'est la première fois qu'une femme occupera, en France, ce poste.
- 1934 — Jeanne Lévy est la première femme agrégée de médecine à Paris[5] ; Jacqueline Ferrand devient lauréate du premier prix du concours général de mathématiques[6]
- 1936 — Fernande Flous devient docteur ès sciences. Jacqueline Ferrand est admise à l’École normale supérieure de garçons comme étudiante[6]
- 1937 — Jeanne Miquel est la première femme de nationalité française diplômée vétérinaire[7].
- 1939 — Jacqueline Ferrand est reçue première à l'agrégation de mathématiques[6]
- 1943 —  Marie-Louise Dubreil-Jacotin devient professeur d'université en mathématiques[6]
- Années 1950-1960  — Les femmes s'investissent fortement (40 % des effectifs) dans l'informatique, « secteur était mal connu et peu prestigieux »[4].
- 1953 —  Paulette Libermann présente sa thèse de géométrie différentielle contenait des résultats dont beaucoup seront redécouverts plus tard[6].
- 1959 — Première femme titulaire d'une chaire à la faculté de médecine de Paris : Jeanne Lévy.
- 1962 — Marguerite Perey devient la première femme correspondante de l'Académie des sciences.
- 1969 —  Thérèse Bertrand-Fontaine a été élue Membre titulaire de l'Académie de médecine, première femme ayant ce poste.
- 1971 — Francine Leca est la première chirurgienne cardiaque[8],[9]
- 1971 — Claire Nihoul-Fékété est la première professeure de chirurgie pédiatrique[9],[10].
- 1971 — Françoise Moret-Bailly, mathématicienne, est la première femme présidente d'université en France
- 1972 — Alice Recoque, directrice de projet chez CII met au point avec son équipe le premier ordinateur français utilisant des traitements en temps réel, le Mitra 15[6].
- 1973 — L'École Polytechnique ouvre son concours aux femmes[1] et accueille ses 4 premières étudiantes ; Anne Chopinet est major d'entrée de la promotion.
- 1975 —  Christiane Desroches Noblecourt reçoit la médaille d'or du CNRS en 1975[6] pour ses travaux en archéologie[6].
- 1979 —  Yvonne Choquet-Bruhat (1923-2025) est la première femme à être élue à l'Académie des Sciences[1] ; Première femme membre de l'Académie Vétérinaire : Mme Dhennin-Balsa ; Première femme Médecin Général : Valérie André.
- Années 1980 —  Les métiers de l’informatique gagnent en prestige et la part des femmes y diminue[4].
- 1980 —  Première femme agrégée de mécanique.
- 1985 — Claudie Haigneré, rhumatologue, est sélectionnée par le CNES pour devenir astronaute[6].
- 1995 — Les cendres de Marie Curie sont transférées au Panthéon de Paris. Elle est alors la seule femme honorée au Panthéon pour son travail.

## XXIesiècle
- 2002 — Christine Petit devenue professeur au Collège de France, continue de développer ses travaux sur la surdité héréditaire en dirigeant la chaire  « Génétique et Physiologie cellulaire »[6].
- 2009 — Isabelle Adenot, docteure en pharmacie, présidente du Conseil national de l'Ordre des pharmaciens.
- 2009 — Monique Adolphe, biologiste, première femme présidente de l'Académie nationale de pharmacie.

## Pour approfondir